# Лоренц, Пауль Гюнтер
Пауль Гюнтер Лоренц (нем. Paul Günther Lorentz или нем. Pablo Günther Lorentz; 30 августа 1835, Кала — 6 октября 1881, Консепсьон-дель-Уругвай, Энтре-Риос) — немецкий ботаник, миколог и теолог.       

## Биография
Пауль Гюнтер Лоренц родился в городе Кала 30 августа 1835 года. Лоренц начал изучение теологии в Йене. Также изучал ботанику у Маттиаса Якоба Шлейдена. Как кандидат теологических наук он закончил изучение теологии в 1858 году в Альтенбурге и в последующем полностью сконцентрировался на ботанике. Пауль Гюнтер Лоренц умер в Аргентине 6 октября 1881 года.

## Научная деятельность
Пауль Гюнтер Лоренц специализировался на Мохообразных, водорослях, семенных растениях и на микологии.   

## Научные работы
- Beiträge zur Biologie und Geographie der Moose, München 1860 (Promotionsschrift).
- Moosstudien, Leipzig 1864.
- Verzeichnis der europäischen Laubmoose, Stuttgart 1865[6].
- Grundlinien der vergleichenden Anatomie der Laubmoose. In: Jahrbuch für wissenschaftliche Botanik 6, 1867; Seiten 863—466.
- Studien zur Anatomie des Querschnitts der Laubmoose, Berlin 1869.
- Die Vegetationsverhältnisse der Argentinischen Republik. In: Richard Napp: Die Republik Argentinien. Buenos Aires 1876; Seiten 86—149.
- La vegetación de la prov. de Entre-Rios, 1978.